# العلاقات السنغالية العمانية
العلاقات السنغالية العمانية هي العلاقات الثنائية التي تجمع بين السنغال وسلطنة عمان.

## مقارنة بين البلدين
هذه مقارنة عامة ومرجعية للدولتين:
| وجه المقارنة                                              | السنغال                                              | سلطنة عمان    |
| --------------------------------------------------------- | ---------------------------------------------------- | ------------- |
| المساحة (كم2)                                             | 196.72 ألف                                           | 309.50 ألف    |
| عدد السكان (نسمة)                                         | 15.85 مليون                                          | 4.64 مليون    |
| الكثافة السكانية (ن./كم²)                                 | 80.57                                                | 14.99         |
| العاصمة                                                   | داكار                                                | مسقط          |
| اللغة الرسمية                                             | لغة فرنسية، اللغة الولوفية، باديارا ‏، اللغة البلنتية | اللغة العربية |
| العملة                                                    | فرنك غرب أفريقي                                      | ريال عماني    |
| الناتج المحلي الإجمالي (بليون دولار)                      | 16.37 مليار                                          | 72.64 مليار   |
| الناتج المحلي الإجمالي (تعادل القوة الشرائية) بليون دولار | 36.62 مليار                                          | 179.49 مليار  |
| الناتج المحلي الإجمالي الاسمي للفرد دولار أمريكي          | 899                                                  | 15.55 ألف     |
| الناتج المحلي الإجمالي للفرد دولار أمريكي                 | 2.33 ألف                                             | 38.63 ألف     |
| مؤشر التنمية البشرية                                      | 0.466                                                | 0.793         |
| رمز المكالمات الدولي                                      | +221                                                 | +968          |
| رمز الإنترنت                                              | .sn                                                  | عمان          |
| المنطقة الزمنية                                           | 00                                                   | ت ع م+04:00   |

## منظمات دولية مشتركة
يشترك البلدان في عضوية مجموعة من المنظمات الدولية، منها:
| علم المنظمة | اسم المنظمة                               | تاريخ انضمام السنغال | تاريخ انضمام سلطنة عمان |
| ----------- | ----------------------------------------- | -------------------- | ----------------------- |
|             | وكالة ضمان الاستثمار متعدد الأطراف        | 12 أبريل 1988        | 1989                    |
|             | منظمة التعاون الإسلامي                    | ?                    | 1970                    |
|             | منظمة الشرطة الجنائية الدولية             | ?                    | ?                       |
|             | منظمة حظر الأسلحة الكيميائية              | ?                    | ?                       |
|             | منظمة التجارة العالمية                    | ?                    | 2000                    |
|             | الفريق المعني برصد الأرض                  | ?                    | ?                       |
|             | البنك الدولي للإنشاء والتعمير             | 31 أغسطس 1962        | 1971                    |
|             | الأمم المتحدة                             | 28 سبتمبر 1960       | 7 أكتوبر 1971           |
|             | مؤسسة التمويل الدولية                     | 31 أغسطس 1962        | 1973                    |
|             | يونسكو                                    | 10 نوفمبر 1960       | 10 فبراير 1972          |
|             | مؤسسة التنمية الدولية                     | 31 أغسطس 1962        | 1973                    |
|             | الاتحاد البريدي العالمي                   | ?                    | ?                       |
|             | المركز الدولي لتسوية المنازعات الاستشارية | 21 مايو 1967         | 1995                    |
|             | الاتحاد الدولي للاتصالات                  | 15 نوفمبر 1960       | 28 أبريل 1972           |

## وصلات خارجية
- موقع وزارة الخارجية السنغالية
- موقع وزارة الخارجية العمانية